# 클레오 (가수)
클레오(Cleo, 폴란드어: Joanna Krystyna Klepko, 1983년 6월 25일 ~ )는 폴란드의 싱어송라이터, 래퍼이다. 유로비전 송 콘테스트 2014에 도나탄과 함께 폴란드 대표로 참가했다.